# Deoband
Deoband (ursprungligen Devi Ban) är en stad 15 mil norr om Delhi i distriktet Saharanpur i den indiska delstaten Uttar Pradesh. Folkmängden uppgick till 97 037 invånare vid folkräkningen 2011. I staden finns ett gammalt muslimskt universitet (Darul-uloom Deoband). I stadens närhet finnas flera av pilgrimer mycket besökta hinduiska helgedomar.